# Hōkūleʻa

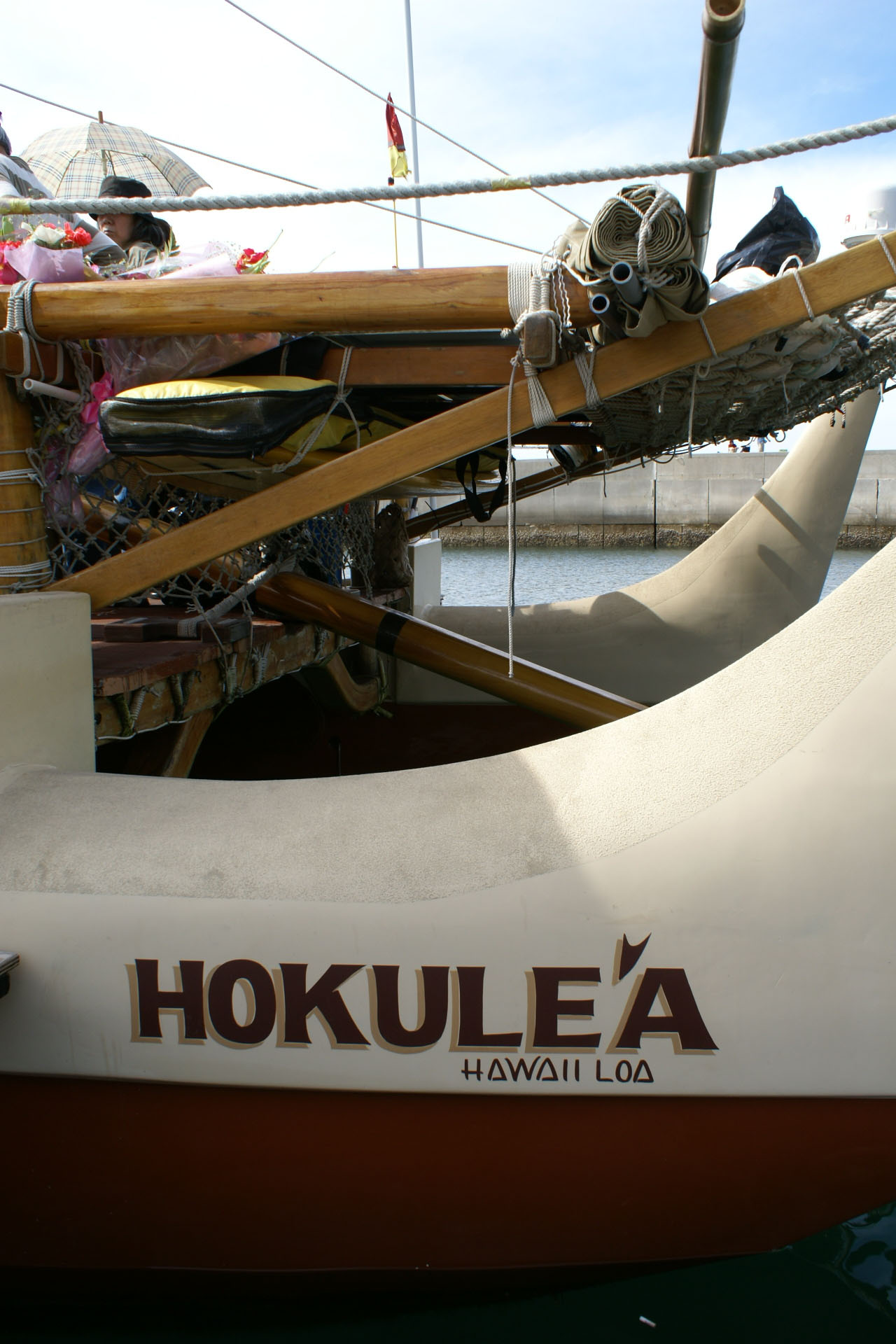
Poupe de la coque bâbord et aviron de direction central

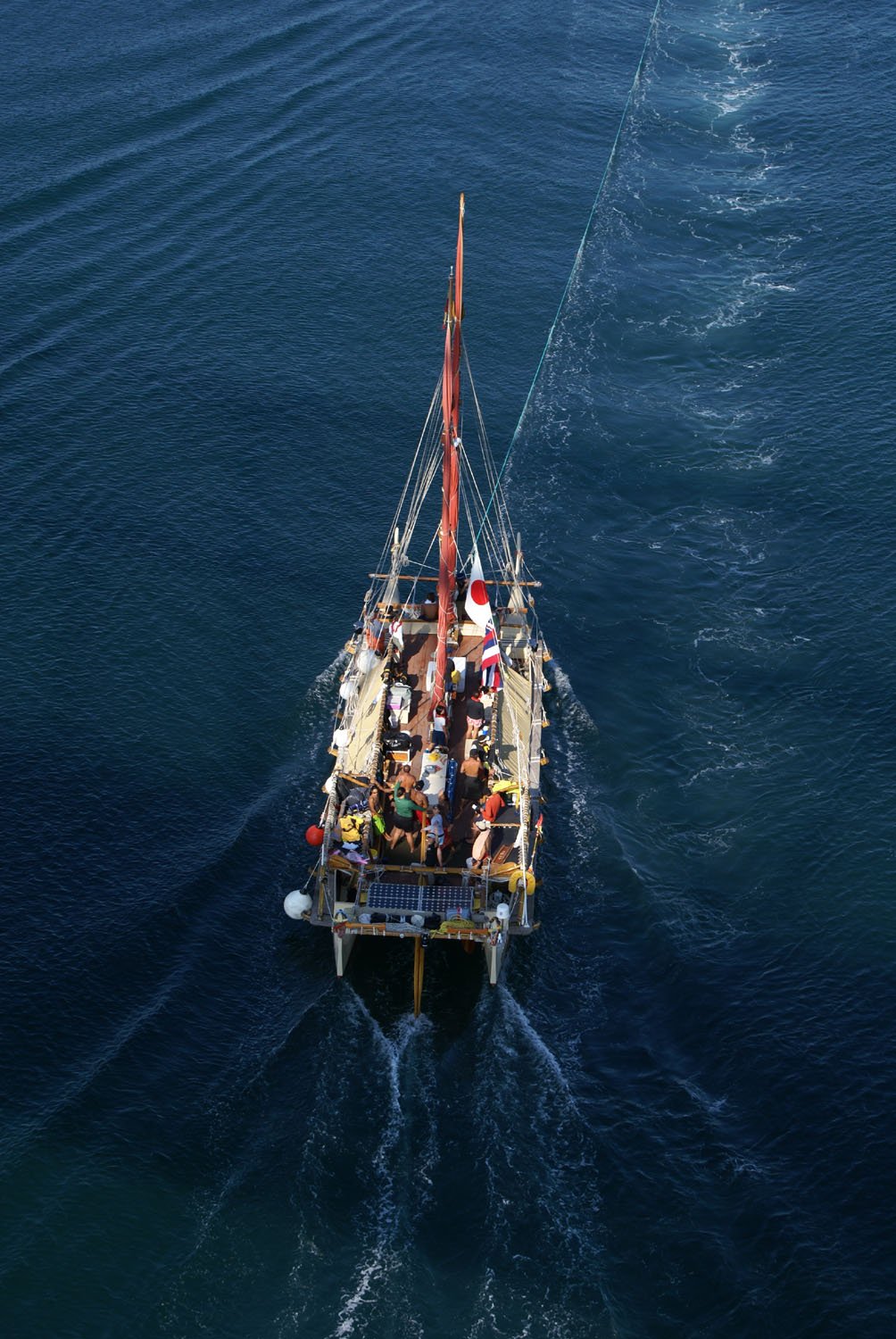
Hōkūle'a, remorqué, dans le district d'Ōshima au Japon.

Hōkūleʻa est un waʻa kaulua de hautes performances,, un va'a de voyage polynésien à double coque. Lancé le 8 mars 1975 par la Polynesian Voyaging Society (en), il est surtout connu pour son voyage de 1976 reliant Hawaï à Tahiti avec des techniques de navigation exclusivement traditionnelles,. L'objectif principal du voyage est de tester la thèse anthropologique de l'origine asiatique des peuples océaniens indigènes (Polynésiens et Hawaïens en particulier) comme résultat de voyages intentionnels à travers le Pacifique, par opposition à la dérive passive sur les courants ou à la navigation depuis les Amériques,. L'analyse ADN soutient cette théorie. Un objectif secondaire du projet est de faire en sorte que le canoë et le voyage « servent de véhicules à la revitalisation culturelle des Hawaïens et des autres Polynésiens ».
Entre le voyage de 1976 et 2009, Hōkūle'a effectue neufs voyages supplémentaires vers la Micronésie, la Polynésie, le Japon, le Canada et les États-Unis continentaux, tous utilisant d'anciennes techniques d'orientation de navigation céleste. Le 19 janvier 2007, Hōkūle'a quitte ʻ avec le canoë de voyage Alingano Maisu pour un voyage à travers la Micronésie et les ports du sud du Japon. Le 9 juin 2007, Hōkūle'a termine le voyage « Un océan, un peuple » à Yokohama, au Japon. Le 5 avril 2009, Hōkūle'a revient à Honolulu après une navigation d'entraînement aller-retour vers l'atoll de Palmyra,, il y entreprend le développement des compétences des membres d'équipage potentiels pour l'éventuel tour du monde de Hōkūle'a.
Le 18 mai 2014, le Hōkūle'a et son navire jumeau, le Hikianalia, embarquent depuis Oahu pour le « Malama Honua », un tour du monde de trois ans. Il revient au port d'Hawaï le 17 juin 2017. Le voyage a couvert 47 000 milles marins avec des escales dans 85 ports dans 26 pays.
Entre les voyages, le Hōkūle'a est amarré au Marine Education Training Center (METC) du Honolulu Community College dans le port d'Honolulu.

## Construction
Les canoës de voyage polynésiens sont fabriqués à partir de bois, tandis que le Hōkūle'a incorpore du contreplaqué, de la fibre de verre et de la résine. Hōkūle'a mesure 18.7m longueur hors tout, 4.72m au maître-bau, déplace 7260 kg lorsqu'il est vide et peut transporter 4990 kg de matériel, de fournitures et de 12 à 16 membres d'équipage. À pleine charge, avec ses 50.2m² de surface de voilure, il est capable d'atteindre des vitesses de 4 à 6 noeuds. Les mâts jumeaux sont gréés soit en voile triangulaire, soit en style Marconi avec un petit foc. Il se dirige avec une longue pagaie. Il n'a pas de moteur auxiliaire. Son navire d'escorte le remorque jusqu'au port lorsque cela est nécessaire. Son nom signifie « étoile de joie » en hawaïen, ce qui fait référence à Arcturus, une étoile zénithale directrice pour les navigateurs hawaïens.

## Pius Mau Piailug
Hōkūle'a navigue sans instruments. En 1975, aucun Hawaïen vivant ne connaissait les anciennes techniques de navigation en eaux profondes. Pour permettre le voyage, la Polynesian Voyaging Society (en) recrute le maître navigateur satawalais Mau Piailug pour partager ses connaissances en navigation sans instrument. Alors que six navigateurs micronésiens maîtrisent ces méthodes traditionnelles dès le milieu des années 1970, seul Mau est disposé à partager ses connaissances.
Mau, qui parlait à peine anglais, a décidé qu'en allant au-delà de sa propre culture, en partageant ce qui est autrefois un savoir jalousement gardé, il pourrait éventuellement la sauver de l'extinction. Grâce à cette collaboration, le mentorat de Mau a contribué à susciter la fierté de la culture hawaïenne et polynésienne. Cela a conduit à une renaissance du voyage, de la construction de canoës et de la navigation sans instrument qui a continué à croître, s'étendant à travers la Polynésie et atteignant les coins les plus éloignés d'Aotearoa, en Nouvelle-Zélande et de Rapanui.

## Voyages

### Voyage inaugural (1976)
Dirigé par le capitaine Elia David Ku'ualoha Kawika Kapahulehua et le navigateur Pius Mau Piailug, Hōkūle'a quitte la baie d'Honolua sur l'île Maui d'Hawai pour atteindre Papeete à Tahiti, dans le cadre de la célébration du bicentenaire des États-Unis. Mau navigue d'Hawaï à Tahiti sans instruments. En raison d'un conflit entre les membres de l'équipage qui dégénère en violence physique, Mau rentre brusquement chez lui en Micronésie après avoir atteint Tahiti. Hōkūleʻa devait être navgué en utilisant des instruments occidentaux (boussole, cartes marines, sextant, chronomètre, diviseurs, règles parallèles, crayon, almanach nautique).
À bord du voyage inaugural se trouvait Hoku, un Poi Dog hawaïen aux cheveux dorés élevé par Jack L. Throp du zoo d'Honolulu. Des cochons et des poulets polynésiens ont également été élevés pour le voyage, mais le directeur n'a pas voulu s'en séparer à la dernière minute. Au lieu de cela, le voyage emmène à la hâte un cochon domestique blanc de Kauai nommé Maxwell, ainsi qu'un coq et une poule. Le but des animaux est d'étudier comment nourrir et soigner ces animaux transportés par les Polynésiens lors de leurs voyages,,.

#### Honolua Bay, Hawai à Papeete, Tahiti.
1er mai 1976 au 4 juin 1976.
- Navigateur : Mau Piailug
- Capitaine : Kawika Kapahulehua
- Equipage : Clifford Ah Mow, Milton "Shorty" Bertelmann, Ben R. Finney, Charles Tommy Holmes, Sam Kalalau, Boogie Kalama, Buffalo Keaulana, John Kruse, Douglas Dukie Kuahulu, David Henry Lewis, David BK Dave Lyman III, William "Billy" Richards, Rodo Tuku Williams.

#### Papeete, Tahiti à Honolua Bay, Hawai
5 juillet 1976 au 26 juillet 1976.
- Navigateur : James Kimo Lyman
- Capitaine : Kawika Kapahulehua
- Equipage : Abraham Snake An Hee, Andy Espirto, Mel Kinney, Francis Kainoa Lee, Gordon Pi'ianai'a, Leonard Puputauiki, Penny Rawlins, Keani Reiner, Charles Nainoa "Nainoa" Thompson, Maka'ala Yates, Ben Young.

### ProjetKealaikahiki(1977)
Les mots hawaïens « Ke ala i kahiki » signifient « le chemin vers Tahiti ». Le « Projet Kealaikahiki » recrée le point de départ traditionnel de Kealaikahiki des anciens voyages vers Tahiti. L'idée de Gordon Pi'ianai'a est de recréer les départs traditionnels à travers le canal de Kealaikahiki entre les îles Lana'i et Kaho'olawe, après la pointe de Kealaikahiki, dans le canal Alenuihāhā et les alizés du nord-est. L'objectif est de déterminer si le Hōkūleʻa, partant de l'ouest du point de départ de 1976, couperait en deux la route du voyage plus à l'est de 1976, et atteindrait donc probablement Tahiti s'il devait continuer. Après s'être dirigé vers le sud pendant deux jours, le Hōkūleʻa n'a pas coupé la route du voyage de 1976 à l'emplacement prévu, mais plus au sud. Il est alors revenu à Hawai. Le point de départ traditionnel sera utilisé pour les traversées ultérieures vers Tahiti,.

#### Équipage
- Navigateur : Nainoa Thompson
- Capitaine : Dave Lyman
- Equipage : Teené Froiseth, Sam Ka'a, Sam Kalalau, John Kruse, Kimo Lyman, Jerome Jerry Muller, Gordon Pi'ianai'a, Norman Pi'ianai'a, Michael A. Tongg, Maka'ala Yates.

### Voyage à Tahiti (1978)
Après le voyage de 1976, Nainoa Thompson tente d'apprendre par lui-même à naviguer sans instruments, en utilisant uniquement la position des étoiles et des indices océaniques, sur la base des informations qu'il a tirées de livres, d'observations au planétarium et de courts voyages dans les eaux hawaïennes. En 1978, l'équipage du Hōkūleʻa tente un deuxième voyage vers Tahiti, qui est avorté lorsque le Hōkūleʻa chavire par vent fort au sud-ouest de l'île de Molokai, cinq heures après avoir quitté le port d'Ala Wai d'Honolulu. L’équipage s’est accroché au canoë chaviré toute la nuit.

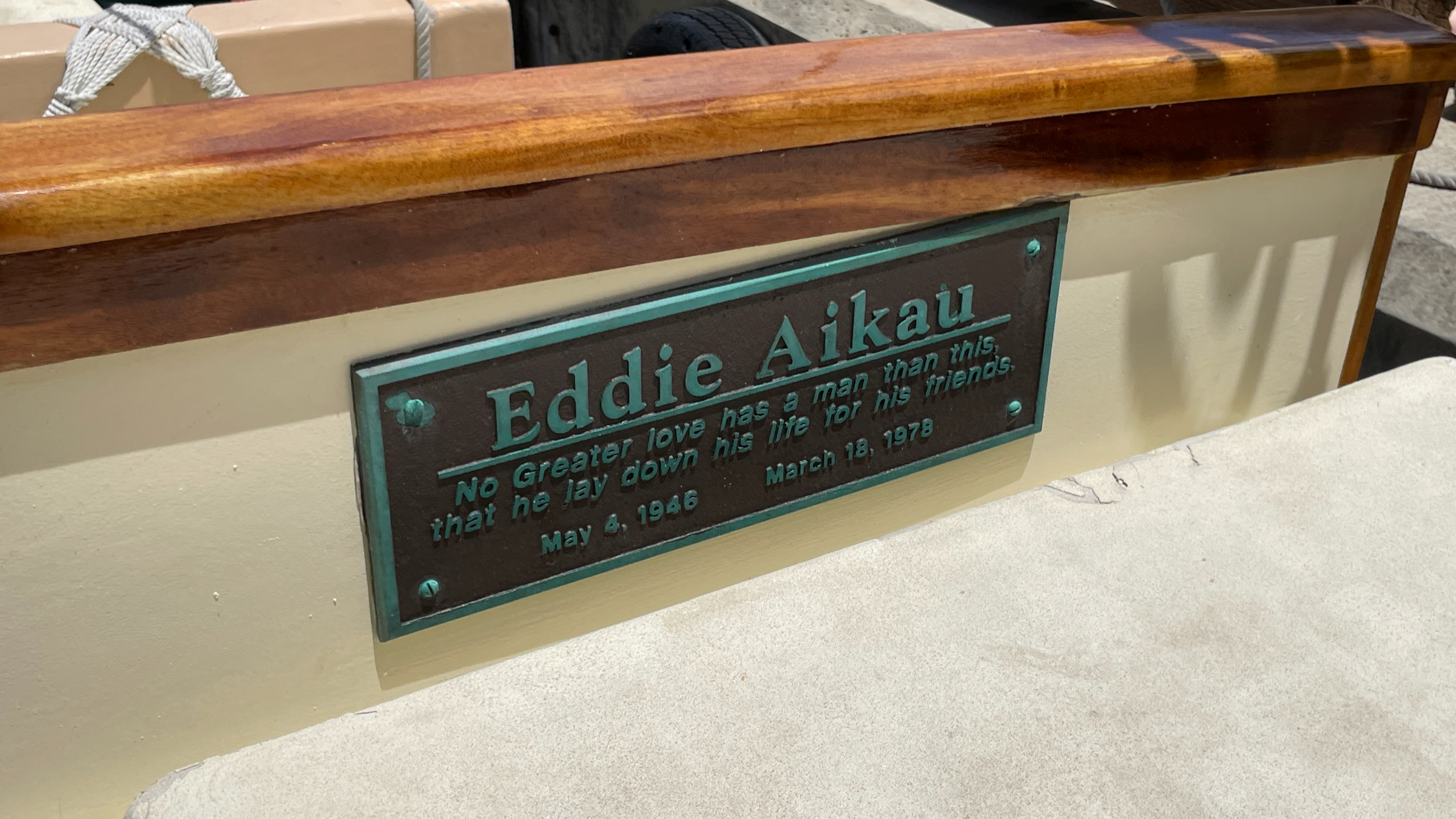
Plaque honorant le sacrifice d'Eddie Aikau à bord du Hokule'a

En milieu de matinée, sans aucun signe de sauvetage imminent et le canot chaviré dérivant plus loin de la terre, Eddie Aikau, un habitant de North Shore se porte volontaire pour pagayer sur une planche de surf 19 à 24 km de Lānai pour obtenir de l'aide. Environ neuf heures plus tard, des fusées éclairantes lancées par l'équipage sont repérées par un vol de Hawaiian Airlines qui fait le tour du Hōkūleʻa et contacte par radio la Garde côtière américaine (« USCG »). Une demi-heure plus tard, un hélicoptère de recherche et de sauvetage de l'USCG survole la situation. Le lendemain matin, le navire est remorqué jusqu'à Honolulu. Malgré des recherches intensives sur terre, dans les airs et en mer, Eddie Aikau n'a jamais été revu. Le Hōkūleʻa porte une plaque à sa mémoire. Les voyages ultérieurs sont accompagnés d'un navire d'escorte.

#### Équipage
- Navigateur : Nainoa Thompson ;
- Capitaine : Dave Lyman ;
- Premier lieutenant : Léon Paoa Sterling ;
- Equipage : Snake Ah Hee, Edward Ryon Makua Hanai Eddie Aikau, Charman Akina, Wedemeyer Au, Bruce Blankenfeld, Kilila Hugho, Sam Ka'ai, John Kruse, Marion Lyman, Buddy McGuire, Norman Pi'anai'a, Curt Sumida, Teikihe'epo Tava Taupu[29].

### Voyage à Tahiti (1980)
Après la catastrophe de 1978, Mau revient et donne à Nainoa une formation complémentaire sur les techniques de navigation traditionnelles. En 1980, Nainoa Thompson recrée le voyage de 1976 à Tahiti pour devenir le premier autochtone hawaïen des temps modernes à parcourir en canoë des milliers de kilomètres sans instruments. Mau navigue en tant qu'observateur. Après 29 jours de mer, avant d'apercevoir Mataiva en route vers Tahiti, Mau propose à Nainoa une seule correction ; de l'interprétation de Nainoa de l'observation d'un oiseau de mer terrestre en vol en milieu de matinée. Ces oiseaux volent généralement vers la mer pour se nourrir le matin et reviennent à terre le soir. Bien que l'on puisse généralement supposer que la terre se trouve à l'opposé de la direction de vol matinal des oiseaux, cet oiseau repéré en milieu de matinée (pendant la saison de nidification) portait un poisson dans son bec. Ce détail suggéra à Mau que le vol matinal de l'oiseau n'est pas loin de la terre mais vers elle. L’oiseau ne volait pas vers la mer pour trouver plus de poissons, mais retournait plutôt vers la terre pour nourrir ses petits. Avant le voyage, un programme approfondi et formel de formation de l'équipage a contribué à garantir un voyage en toute sécurité. Le bateau d'escorte Ishka a suivi pour des raisons de sécurité.

#### D'Hilo (Hawai) à Papeete (Tahiti)
Le voyage s'est déroulé du 15 mars 1980 au 17 avril 1980.
- Navigateur : Nainoa Thompson ;
- Capitaine : Gordon Pi'ianai'a ;
- Équipage : Chad Kalepa Baybayan, Shorty Bertelmann, Harry Ho, Sam Kaʻai, Michael "Buddy" McGuire, Marion Lyman-Mersereau, Mau Piailug, Steve Somsen, Joanne Kahanamoku Sterling, Leon Paoa Sterling, "Tava" Taupu; Patrick Koon Hung Piʻimauna Charles "Pat" Aiu[32]

#### De Papeete (Tahiti) à Honolulu (Hawai)
Le voyage s'est déroulé du 13 mai 1980 au 6 juin 1980.
- Navigateur : Nainoa Thompson ;
- Capitaine : Gordon Pi'ianai'a ;
- Équipage : Wedemeyer Au, Chad Baybayan, Bruce Blankenfeld, "Snake" Ah Hee, John Kruse, Kainoa Lee, James "Kimo" Lyman, Mau Piailug, Steven Somsen, Leon Paoa Sterling, Michael Tongg, Nathan Wong

### Voyage de la redécouverte (1985-1987)
Dans le "Voyage de la Redécouverte", Hōkūleʻa parcourt 19 000 km vers des destinations dans toute la Polynésie. D'autres Polynésiens sont invités à rejoindre l'équipage sur les étapes du voyage, permettant de prolonger la capacité du Hōkūleʻa à redynamiser l'intérêt pour la culture polynésienne. Par exemple, le capitaine professionnel tongien Sione Taupeamuhu est à bord lors d'un passage de nuit de Tongatapu à Nomuka dans le groupe des îles Haʻapai au nord des Tonga. Il est sceptique quant au fait que le navigateur Nainoa Thompson puisse diriger Hōkūleʻa sans instruments jusqu'à Nomuka. Lorsque l'île est apparue à l'horizon à l'aube comme prévu, Taupeamuhu a déclaré : « Maintenant, je peux croire aux histoires de mes ancêtres. » 

#### D'Hawaii à Tahiti (10 juillet1985 au 11 août1985)
- Navigateur : Nainoa Thompson
- Capitaine : « Shorty » Bertelmann
- Equipage : Clay Bertelmann, Dennis Chun, Richard Tai Crouch, Harry Ho, Dr. Larry Magnussen, "Buddy" McGuire, Mau Piailug, Thomas Reity (Satawal), James Shizuru, "Tava" Taupu [37][38]

#### De Tahiti àRarotonga(30 août1985 au 14 septembre1985)
- Navigateur : Nainoa Thompson ;
- Capitaine : Gordon Piʻianaiʻa ;
- Equipage : "Snake" Ah Hee, Dr. Pat Aiu, Chad Baybayan, Karim Cowan (Tahiti), Bob Krauss, John Kruse, Vic Lipman, Mel Paoa, Mau Piailug, Abraham Piʻianaiʻa, Chad Piʻianaiʻa, Michael Tongg, Andrew Tutai (Îles Cook), Peter Sepelalur (Satawal), Leon Paoa Sterllng, Puaniho Tauotaha (Tahiti), Cliff Watson. (Bob Krauss, journaliste ; Karim Cowan et Puaniho Tauotaha sont membres de l'équipage uniquement de Tahiti à Raʻiatea)

#### De Rarotonga àWaitangi(21 novembre1985 au 7 décembre1985)
- Navigateur : Nainoa Thompson ;
- Capitaine et capitaine de 1re veille : "Shorty" Bertelmann ;
- Capitaine de 2e veille : Leon Paoa Sterling ;
- Capitaine de 3e Garde : « Tava » Taupu (Marquises) ;
- Equipe : Pat Aiu, Chad Baybayan, Bruce Blankenfeld, Stanley Conrad (Nouvelle-Zélande), Ben Finney, Harry Ho, "Buddy" McGuire, "Billy" Richards, James Shizuru, Michael Tongg

#### De Waitangi àNukuʻalofa(1ermai1986 au 11 mai1986)
- Navigateur : Nainoa Thompson ;
- Capitaine : Léon Paoa Sterling ;
- Equipage : "Snake" Ah Hee, Dr Pat Aiu, Carlos Andrade, Chad Baybayan, Philip Ikeda, John Keolanui, "Kimo" Lyman, Mau Piailug, Scott Sullivan, Michael Tongg, Sione Uaine Ula (Tonga)

#### De Nukuʻalofa àPago Pago(23 mai1986 au 25 mai1986)
- Navigateur : Nainoa Thompson ;
- Capitaine : Léon Paoa Sterling ;
- Equipage : Dr Pat Aiu, Carlos Andrade, Gilbert Ane, Gail Evenari (Californie), Chad Baybayan, Hector Busby (Nouvelle-Zélande), Philip Ikeda, Sam Kaʻai, John Keolanui, "Kimo" Lyman, Mau Piailug, Scott Sullivan, Jo Anne Sterling, Sione Taupeamuhu (Tonga), Michael Tongg, Sione Uaine Ula (Tonga)

#### Del'île d'OfuàAitutaki(7 juillet1986 au 16 juillet1986)
- Navigateur : Nainoa Thompson ;
- Capitaine : « Shorty » Bertelmann ;
- Equipage : Clay Bertelmann, Harry Ho, Pauahi Ioane, Bernard Kilonsky, Ben Lindsey, Mel Paoa, Mau Piailug, Tua Pittman (Îles Cook), "Tava" Taupu (Marquises)

#### D'Aitutaki à Rarotonga (10 août1986 au 11 août1986)
- Navigateur et capitaine : Nainoa Thompson ;
- Equipage : Dr Pat Aiu, Chad Baybayan, Dede Bertelmann, Bruce Blankenfeld, "Wally" Froseith, Pauahi Ioane, "Jerry" Muller, Mau Piailug, Tua Pittman (Rarotonga), Rio Tuiravakai (Aitutaki), Raukete Tuiravakai (Aitutaki)

#### De Rarotonga àTautira(12 août1986 au 21 août1986)
- Navigateur et capitaine : Nainoa Thompson ;
- Equipage : "Snake" Ah Hee, Dr Pat Aiu, Chad Baybayan, Bruce Blankenfeld, Wallace "Wally" Froiseth, Harry Ho, Glen Oshiro, Mau Piailug, Richard Rhodes, Michael Tongg, Aaron Young

#### De Papeete à Tahiti Nui (27 mars1987 au 29 mars1987)
- Navigateur et capitaine : Nainoa Thompson ;
- Équipage : le sénateur américain Daniel Akaka et Chad Baybayan ; "Wally" Froiseth, Harry Ho, Kilo Kaina, Michele Kapana, Will Kyselka, Russell Mau, Arnold Morgado, conseiller municipal d'Honolulu ; Abraham Piʻianaiʻa, Tutaha Salmon (Tahiti), Cary Sneider (Califorrnie), "Tava" Taupu (Marquises), Michael Tongg, Aaron Young. Le sénateur Akaka et le conseiller Morgado ont rejoint l'équipage à Papeete.

#### De Tahiti Iti àRangiroa(2 avril1987 au 4 avril1987)
- Navigateur et capitaine : Nainoa Thompson ;
- Équipage; Chad Baybayan, Clay Bertelmann, "Wally" Froiseth, Rey Jonsson, Solomon Kahoʻohalahala, Will Kyselka, Charles Larson, Mel Paoa, Cary Sneider (Californie), "Tava" Taupu, Tracy Tong, Michael Tongg, Clifford Watson, Dr. Nathan Wong, Elisa Yadao, Aaron Young

#### De Rangiroa à Hawaï (24 avril1987 au 23 mai1987)
- Navigateur : Nainoa Thompson ;
- Capitaine : « Shorty » Bertelmann ;
- Equipage : "Snake" Ah Hee, Dr. Pat Aiu, Chad Baybayan, Bruce Blankenfeld, Stanley Conrad (Nouvelle-Zélande), Eni Hunkin (Samoa), Tua Pittman (Îles Cook), Dixon Stroup, Puaniho Tauotaha (Tahiti), Sione Taupeamuhu (Tonga), "Tava" Taupu (Marquises), Michael Tongg, Clifford Watson, Elisa Yadao

### No Nā Mamo(«Pour les enfants») (1992)
Le Hōkūleʻa a navigué vers Tahiti, Raʻiatea, puis vers Rarotonga pour le sixième Festival des arts du Pacifique, puis, via Tahiti, est retourné à Hawai. Ce voyage, connu sous le nom de « No Nā Mamo » ou « Pour les enfants », est conçu pour former une nouvelle génération de voyageurs à la navigation sur le Hōkūleʻa, pour partager les valeurs et les connaissances du voyage et pour célébrer la renaissance de la construction de canoës et de la navigation sans instruments. Le voyage comprenait un volet éducatif permettant aux étudiants hawaïens de suivre la progression du canoë grâce à des reportages radio quotidiens.

#### DeHonaunauà Papeete (17 juin1992 au 15 juillet1992)
Équipage : Nainoa Thompson, maître de voile ; Chad Baybayan, co-navigateur ; "Shorty" Bertelmann, co-navigateur ; Clay Bertelmann, capitaine ; Nailima Ahuna, pêcheuse ; Dennis J. Chun, historien ; Maulili Dixon, cuisinier ; Kainoa Lee ; Liloa Longue ; Jay Paikai ; Chadd ʻ Paishon ; Ben Tamura, MD; "Tava" Taupu

#### De Papeete à Raiatea (10 septembre1992 au 16 septembre1992)
Équipage : Nainoa Thompson, maître de voile ; Chad Baybayan, navigateur ; Keahi Omai, navigateur ; « Billy » Richards, capitaine ; Gilbert Ané ; John Eddy, Documentation cinématographique ; Clément "Tigre" Espère * ; Brickwood Galuteria, Communications ; Harry Ho ; Sol Kahoohalahala ; Dennis Kawaharada, Communications ; Reggie Keaunui ; Keone Nunes, historien oral ; Éric Martinson ; Nalani Minton, médecine traditionnelle ; Esther Mookini, langue hawaïenne ; Mel Paoa; Cliff Watson, documentation cinématographique ; Nathan Wong, MD

#### De Raiatea àMauke(20 septembre1992 au 16 octobre1992)[26]
Équipage : Nainoa Thompson, maître de voile ; Chad Baybayan, navigateur ; Gordon Piʻianaiʻa ; Moana Doi, Documentation photographique ; John Eddy, Documentation cinématographique ; Ben Finney, chercheur ; « Wally » Froseith, capitaine de garde ; Brickwood Galuteria, Communications ; Harry Ho ; Kaʻau McKenney; Keahi Omai ; Keone Nunes, historien oral ; "Billy" Richards, capitaine de garde ; Cliff Watson, Documentation cinématographique des Îles Cook Équipe supplémentaire : Clive Baxter (Aitutaki) ; Tura Koronui (Atiu); Dorn Marsters (Aitutaki); Tua Pittman (Rarotonga) ; Nga Pouʻaʻo (Mitiaro); Maʻara Tearaua (Mangaia); Peʻia Tuaʻati (Mauke)

#### De Rarotonga à Papeete puis Honaunau (26 octobre1992 au 1er décembre1992)
Co-navigateurs : Bruce Blankenfeld, « Kimo » Lyman ; Capitaine : Michael Tongg ; Maître de voile : Nainoa Thompson ; Regardez Capitaine et Cook : "Snake" Ah Hee ; Capitaine de la montre : Aaron Young ; Médecin du navire : Pat Aiu, MD ; Historien : Carlos Andrade ; Pêcheur : Terry Hee ; Communications : Scott Sullivan ; Equipe : Archie Kalepa, Suzette Smith, Wallace Wong, Gary Yuen

### Nā 'Ohana Holo Moana(«Les familles voyageuses du vaste océan») (1995)

#### Voyage de printemps
Au printemps, le Hōkūleʻa, ainsi que les navires jumeaux Hawai'iloa et Makali'i, naviguent d'Hawa à Tahiti. Ils participent à un rassemblement de canoës voyageant de toute l'Océanie au Marae Taputapuatea. Cela a conduit à lever un tapu vieux de six siècles lors d'un voyage. Puis toutes les pirogues sont retournées à Tahiti, ont navigué vers Nuku Hiva aux Marquises et ensuite vers Hawai. Ce n'est que la première partie d'un voyage s'étalant sur le printemps et l'été connu sous le nom de « Nā ʻ Holo Moana » ou Les familles voyageuses du vaste océan,.

#### D'Hawai à Tahiti (11 février1995 au 4 mars1995)
Maître de voile : Nainoa Thompson ; Navigateurs : Kaʻau McKenney, Keahi Omai ; Équipage : Shantell Ching, Junior Coleman, Catherine Fuller, Harry Ho, Mau Piailug, Sesario Sewralur (fils de Mau Piailug), Ben Tamura, MD ; "Tava" Taupu, Michael Tongg, Kamaki Worthington. Après Tikehau, les navigateurs confient la navigation à leurs apprentis, Junior Coleman et Sesario Sewralur, qui guident le navire jusqu'à Tahiti.

#### De Tautira àHuahine, puis à Marae Taputapuatea et retour à Tautira (16 mars1995 au 24 mars1995)
L'équipage est peut-être le même que lors de l'étape précédente, mais ce ne sont que des spéculations.

#### De Tautira àTaiohae(6 avril1995 au 15 avril1995)[46]
Navigateur et capitaine : Chad Baybayan ;

#### De Taiohae à Hawaï (20 avril1995 au 7 mai1995)
Navigateur et capitaine : Chad Baybayan ; Co-assistants navigateurs : Moana Doi, Piʻikea Miller ; Capitaines : "Snake" Ah Hee, "Tava" Taupu, Michael Tongg ; Médecin : Mel Paoa ; Pêcheur et enseignant : Nainoa Thompson ; Cuisinier : Gary Yuen ; Équipage : Clyde Aikau, Sam Pautu, Mau Piailug, Sesario Sewralur, Gary Suzuki

#### Voyage d'été
En été : Hōkūleʻa et Hawai'iloa naviguent sur la côte ouest des États-Unis. Les deux navires sont expédiés d'Hawai à Seattle, après quoi ils naviguent vers Vancouver en Colombie-Britannique. De Vancouver, Hawai'iloa navigue jusqu'à Haines en Alaska. Le Hōkūleʻa navigue vers le sud jusqu'à San Diego via Portland et les ports californiens de San Francisco, Santa Barbara et Long Beach.

### Boucle du triangle polynésien (1999-2000)
Hōkūleʻa navigue d'Hawa à Rapa Nui (île de Pâques) et retour, via les îles Marquises de Polynésie française. Aux Marquises, de courts voyages sont effectués entre les principales îles du groupe. Un bref arrêt est effectué sur l'île de Pitcairn lors de l'étape Mangareva – Rapa Nui. Un voyage techniquement difficile en raison de l'isolement de Rapa Nui et de son emplacement à plus de 1 000 milles au près ; il est connu sous le nom de « Boucle du Triangle » parce qu'il emmène le canot vers le sud-est du Pacifique pour la première fois.

#### D'Hawai à Nuku Hiva (15 June1999 to 13 July1999)[53],[54]
Navigateur et capitaine : Bruce Blankenfeld ; Apprenti Navigateur : Piʻikea Miller ; Capitaines de surveillance : Dennis Chun, Terry Hee, Leon Paoa Sterling ; Équipage : Russell Amimoto, Desmon Antone, Darcy Attisani, Kekama Helm, ʻ McKenney, Atwood Makanani, Hauʻoli Smith, Wallace Wong

#### Nuku Hiva –Ua Pou–Ua Huka–Tahuata–Fatu Hiva–Hiva Oa–Mangareva(2 août1999 au 29 août1999)[53],[55]
Navigateur et capitaine : Chad Baybayan ; Apprentis navigateurs : Moana Doi, Catherine Fuller ; Navigateur étudiant : Aldon Kim ; Capitaines de surveillance : Terry Hee, Mel Paoa, "Tava" Taupu ; Agente du protocole : Kaniela Akaka ; Équipage : Tim Gilliom, Kealoha Hoe, Aeronwy Polo, Mona Shintani, Gary Suzuki, Nalani Wilson, Gary Yuen

#### Mangareva - Pitcairn – Rapa Nui (21 septembre1999 au 9 octobre1999)[53]
Navigateur et capitaine : Nainoa Thompson ; Navigateurs : Bruce Blankenfeld, Chad Baybayan ; Médecin : Ben Tamura, MD ; Photographe et vidéaste : Sonny Ahuna ; Equipage : Shantell Ching, Terry Hee, Mel Paoa, "Tava" Taupu, Michael Tongg, Max Yarawamai, Aaron Young

#### De Rapa Nui à Tahiti (9 novembre1999 au 3 décembre1999)[53]
Navigateur : Bruce Blankenfeld ; Capitaine : « Wally » Froiseth ; Equipage : Na ʻ alehu Anthony, Bob Bee, Blane Chong, Dennis Chun, Terry Hee, Nalani Kaneakua, Kawika Crivello, Kealoha Hoe, "Kimo" Lyman, Kawai Warren, Kamaki Worthington

#### De Tahiti àKaunakakai(5 février2000 au 27 février2000)[53]
Navigateur : Nainoa Thompson; Navigateur : Shantell Ching ; Equipage : "Snake" Ah Hee, Chad Baybayan, Pomaikalani "Pomai" Bertelmann, Bruce Blankenfeld, Sam Low, Joey Mallot, Kahualaulani Mick, Kaʻiulani Murphy, Kauʻi Pelekane, "Tava" Taupu, Michael Tongg, Dr. Patrice Ming-Lei Tim Sing, Kona Woolse

### Naviguer dans le changement (2003-2004)
En 2003, Hōkūleʻa navigué vers Nihoa, la plus proche des îles « sous le vent » ou du nord-ouest d'Hawaï, pour préparer le terrain pour le voyage de 2004 vers la plus éloignée, la plus à l'ouest d'entre elles : l'atoll de Kure. Le voyage de Hōkūleʻa en 2004 emmène le canoë dans la zone qui comprend aujourd'hui le monument national marin de Papahānaumokuākea pour promouvoir l'intendance et la sensibilisation à l'égard de cette zone. Cela participe à une initiative interagences avec ce voyage qui porte son nom, appelé « Navigating Change ». En atteignant les îles isolées, l'équipage a aidé à retirer des centaines de kilos de filets de pêche échoués qui menaçaient les phoques moines d'Hawaï et les tortues vertes d'Hawaï et a également contribué à la conservation des plantes. Environ 1 600 écoliers sont connectés au navire par des appels téléphoniques quotidiens par satellite. Enseignants préparés avec des guides pédagogiques, des vidéos et des ressources Web. Navigating Change est soutenu par le US Fish & Wildlife Service, la Polynesian Voyaging Society, le Bishop Museum, la NOAA, le ministère de l'Éducation d'Hawaï, le ministère des Terres et des Ressources naturelles d'Hawaï, le centre maritime de l'université d' ʻ, le Nature Conservancy, Conseil régional de gestion des pêches du Pacifique occidental, Coastal Zone Management ʻ, National Fish and Wildlife Foundation, Harold KL Castle Foundation et Pacific American Foundation,.

### Un océan, un peuple (2007)
Le voyage Un océan, un peuple, réunit deux voyages pour célébrer les voyages dans le Pacifique, les îles du Pacifique et les liens culturels, lors de passages vers la Micronésie et le Japon. Ces voyages furent nommés Kū Holo Mau et Kū Holo Lā Komohana.

#### Ku Holo Mau
Accompagné du canoë Alingano Maisu et du bateau d'escorte spécialisé Kama Hele, le Hōkūleʻa navigue d'Hawai vers les États fédérés de Micronésie, du 23 janvier au 7 avril 2007. Ce voyage est connu sous le nom de « Kū Holo Mau », ou « Naviguez, naviguez toujours, naviguez pour toujours ». Alors qu'il se trouvait sur l'île de Satawal, l'équipage du Hōkūleʻa présenta l'Alingano Maisu à Mau Piailug. À Satawal, certains navigateurs Hōkūleʻa qui ont prouvé leur maîtrise de la navigation sans instruments et de la navigation sur de nombreux passages océaniques furent intronisés au Pwo, prononcé « poh ». C'est la première cérémonie Pwo à Satawal depuis cinq décennies et la première fois que des Polynésiens sont intronisés.

#### Ku Holo La Komohana
De Yap, le Hōkūleʻa navigue vers Yokohama, au Japon, à partir du 11 avril 2007 au 8 juin 2007. Après avoir aperçu Kyūshū, la navigation dans les mers côtières et intérieures nécessite des repères et des aides à la navigation. Du départ jusqu'à l'atterrissage à Okinawa, au Japon, Hōkūleʻa est guidé par Nainoa Thompson. Chad Baybayan a ensuite guidé le navire vers d'autres escales à Amami, Uto, Nomozaki, Nagasaki, Fukuoka, la marina de Shinmoji à Moji-ku, Iwaishima et Suō-Ōshima (Ōshima). Nainoa Thompson a repris son poste de capitaine pour les escales à Miyajima et Hiroshima. Bruce Blankenfeld a pris le relais pour des escales à Uwajima, Muroto, Miura et Kamakura avant de conclure le voyage à Yokohama. Ce voyage est connu sous le nom de « Kū Holo Lā Komohana », ou Naviguez vers le soleil occidental. Alors que le Hōkūleʻa est renvoyé à Honolulu., le navire d'escorte Kama Hele est retourné à ʻ sous les ordres du capitaine allemand Mike Weindl avec six membres d'équipage japonais.

### Malama Honua(voyage autour du monde) (2014-2017)

#### Trajet
- Polynésie, mai 2014 – avril 2015[70]
  - Malama Hawai - Tahiti
  - Tahiti – Samoa
  - Apia et îles Phénix
  - Tutuila vers Aotearoa
- [Australie et] océan Indien, mai 2015 – décembre 2015[70]
  - Y compris Sydney[71]
  - Juillet 2015 : Grande barrière de corail
  - Août 2015 : Bali
  - Septembre 2015 : Ile Maurice
  - Novembre 2015 : Afrique du Sud[72]
- Atlantique et Caraïbes, janvier 2016 – février 2016[70]
  - Janvier 2016 Sainte-Hélène, en route vers le Brésil
  - Mars 2016 Îles Vierges américaines dans les Caraïbes
  - Mars 2016 La Havane, Cuba[72]
- Amérique et Canada », avril 2016 – décembre 2016[70]
  - Avril 2016 Voies navigables intérieures de Floride
  - Avril 2016 Centre spatial Kennedy de la NASA
  - Mai 2016 Washington, DC
  - Juin 2016 New York[71]
  - Juin 2016 Rhode Island, Connecticut, Massachusetts, New Hampshire et Maine
  - juillet 2016 Port maritime mystique
  - juillet 2016 Martha's Vineyard
  - Juillet 2016 Mont Desert Island, Maine
  - Août 2016 La Nouvelle-Écosse et la baie de Fundy
  - Septembre 2016 (Voyage dans les Grands Lacs) Grands Lacs et Ontario, Canada.
  - Septembre 2016 Glens Falls, État de New York
  - Octobre 2016 Virginie (en cale sèche pour maintenance et exposé)
  - décembre 2016 Miami
  - Décembre 2016 vers le canal de Panama
  - Janvier 2017 « a atteint le Panama cette semaine »[72]
- Pacific Return janvier 2017 – juin 2017[70]
  - Janvier 2017 Retour dans le Pacifique après deux jours de transit par le canal de Panama
  - Février 2017 Galapagos
  - Mars 2017 Rapa Nui
  - Avril 2017 Tahiti
  - Juin 2017 Hawai'i : Retrouvailles[72]
  - Retrouvailles, Magic Island, Oʻahu, 17 juin 2017.

## Voir également
- Histoire des îles du Pacifique
- îles du Pacifique
- Navigation polynésienne
- Archéologie expérimentale
- Marumaru Atua